# Unione Rugby Capitolina
Unione Rugby Capitolina (aus Sponsoringgründen auch Almaviva Capitolina genannt) ist ein italienischer Rugby-Union-Verein aus Rom. Er spielt in der obersten italienischen Liga Super 10. Die Heimspiele werden im Stadio Flaminio ausgetragen.

## Geschichte
Der Verein wurde 1996 gegründet. 2002/03 gewann Capitolina die italienische U-19-Meisterschaft und schlug dabei im Finale im Stadio Flaminio die Mannschaft von Lazio-Primavera Rugby. In der Saison 2005/06 gewann die erste Mannschaft alle 22 Spiele in der zweithöchsten Liga Serie A. Den Aufstieg sicherte sie sich im Finale mit einem 20:9-Sieg über den fünffachen Meister Rugby Roma Olimpic.

## Erfolge
- 2006: Meister Serie A

## Bekannte Spieler
- Santiago González Bonorino (Argentinien)